# Niederfeld (Mannheim)
Niederfeld ist ein Stadtteil von Mannheim und liegt – wie die Stadtteile Neckarau und Almenhof – im Stadtbezirk Neckarau.

## Lage

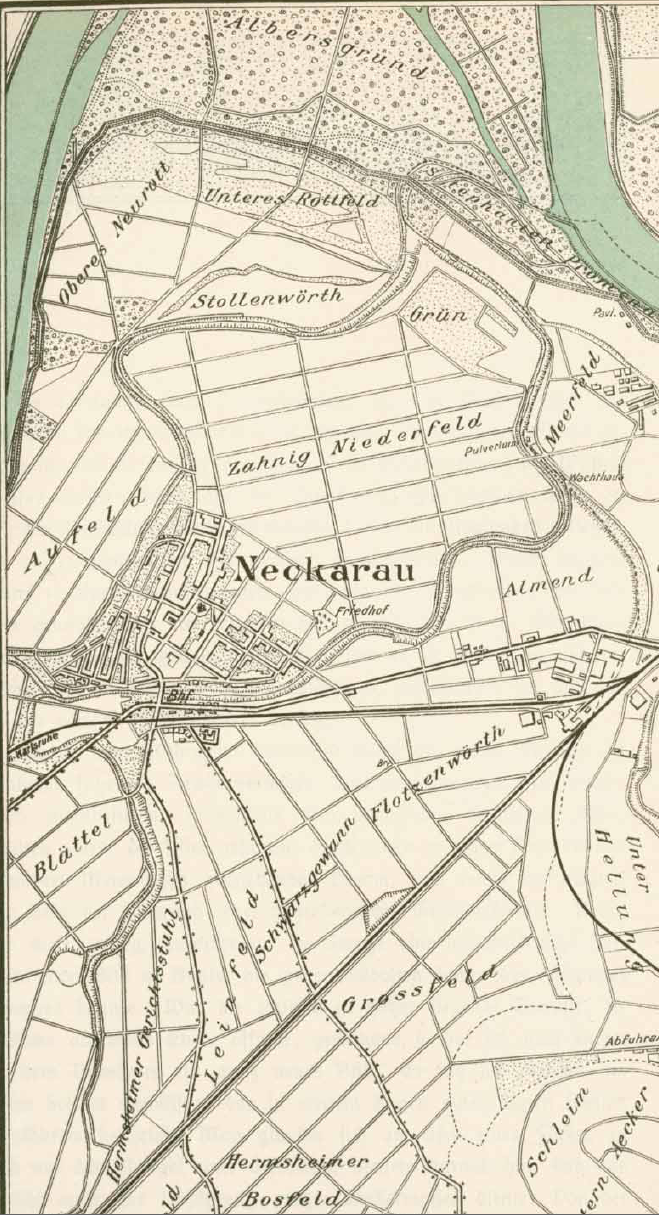
Gewann „Niederfeld“ (oben) auf einer Karte von 1890

Niederfeld ist einer der südlichen Stadtteile Mannheims und wird durch die Stadtteile Lindenhof im Norden, Almenhof im Osten und Neckarau im Süden begrenzt. Den Westen des Niederfelds bilden der Waldpark und die Reißinsel am Rhein. Seine Attraktivität erhält es durch die städtebauliche Gestaltung ohne Durchgangsstraßen, die naturnahe Lage, die ÖPNV-Anbindung über die Stadtbahn-Linie 3 und die Angebote in den angrenzenden Stadtteilen. 

## Geschichte
Der ehemals eingedeichte Bereich des schon 1348 erwähnten Niederfelds war altes Neckarauer Ackerland, das dem Getreideanbau diente. Die anderen Bereiche des Niederfelds wurden als Weide, für Ackerbau und in Dorfnähe von Neckarau als Gärten genutzt. Die heutige Steubenstraße diente als „Der neue Mannheimer Weg“ der Verbindung zwischen Neckarau und Mannheim. Der Name „Niederfeld“ rührt daher, dass bei den Dörfern entlang des Rheins, die Felder zum Rhein hin „Niederfeld“ und die Felder vom Rhein weg „Hochfeld“ hießen. Speziell in Neckarau hieß letzteres jedoch „Großfeld“. Das Niederfeld als Teil der Neckarauer Gemarkung wurde gegenüber Mannheim durch einen Wasserarm des ehemaligen Mündungsdeltas des Neckars abgegrenzt. Dieser verlief in etwa der Speyerer Straße und östlich der Belchenstraße, so dass der Bereich des sog. Schwarzwaldviertels schon von jeher zu Mannheim, heute zum Stadtteil Lindenhof, gehörte und weiterhin nicht Bestandteil des Niederfelds ist.
Zwischen 1870 und 1900 wurde im Rahmen der Flurbereinigung ein rechtwinkliges Wegenetz eingerichtet, das bis zur endgültigen Überbauung in den 1980er Jahren Bestand hatte. 1899 wurde das Dorf Neckarau mit dem Niederfeld auf seiner Gemarkung nach Mannheim eingemeindet.
Das Niederfeld ist ein vergleichsweise junger Stadtteil Mannheims. Der nördliche Teil entstand in den 1960er und 70er Jahren als Erweiterungsgebiet des Stadtteils Lindenhof.  Bereits 1959/60 ist am Nordrand das Diakonissenkrankenhaus errichtet worden, 1966 das Moll-Gymnasium und 1969/70 das Heinrich-Lanz-Krankenhaus. Dieses wurde 2007 in das Diakonissenkrankenhaus integriert und sein Gebäude 2009/2010 abgerissen. Von 1979 bis Ende September 2014 hatte das Goethe-Institut Mannheim-Heidelberg seinen Standort in der Steubenstraße am Ostrand des Niederfelds. Zahlreiche Sprachstudierende aus aller Welt lernten hier die deutsche Sprache und die Kultur kennen. Der südliche Bereich war nur spärlich bebaut und wurde landwirtschaftlich genutzt. Die Wohnbebauung erfolgte hier ab 1983 und komplettierte das Niederfeld als eigenen Stadtteil. Entlang des Ostrands des Niederfeldes ging die Stadtbahn 1995, am Südrand 1999 in Betrieb.

## Freizeit
Es sind vielfältige Einrichtungen für Sport- und Freizeitaktivitäten vorhanden, insbesondere im Westen am Waldpark, in der Aue von Rhein und ehemals Neckar. Bis um das Jahr 1275 lag die Mündung des Neckars hier. Zeitweise stehen Teile des Waldparks auch unter Hochwasser des Rheins. Zu beobachten ist dies vor allem im Naturschutzgebiet Reißinsel, welche regelmäßig teilüberschwemmt wird. Die Halbinsel ist vom restlichen Waldpark durch den Bellenkappen („Pappelgraben“), einen schmalen Rheinarm, in dem sich die Kuckucksinsel befindet, getrennt.
Eine weitere Besonderheit des Waldparks ist das Strandbad in der Rheinschleife zwischen Rheinkilometer 419 und 420, welches bereits 1927 eröffnet wurde, an dem aber mittlerweile aus Sicherheitsgründen das Baden verboten ist. Es dient als beliebtes Ausflugsziel mit großer Liegewiese, Grillplatz und zwei Gaststätten. Bademöglichkeiten bestehen nicht weit vom Strandbad am Stollenwörthweiher im Sommerbad und im Heinz-Hunzinger Bad, die von Vereinen betrieben werden.